# Koupaliště Petynka
Koupaliště Petynka je venkovní koupaliště v Praze 6 – Střešovicích. Bylo vybudováno v letech 1989–2000 v místě někdejší cihelny. Ve svahu nad areálem koupaliště se v 50. a 60. letech 20. století pořádaly závody terénních motocyklů do strmého vrchu (se zavádějícím přídomkem „v Břevnově“, ač se jedná o Střešovice). Od roku 2002 je součástí areálu také venkovní tobogán. Podle novinové zprávy z roku 2024 je v plánu dostavba krytého bazénu s částečně pohyblivým dnem.